# نبرد قزل‌آغاج
نبرد قزل‌آغاج نبردی بود که میان میر حسن خان تالش و نیروهای روسیه در نزدیکی آبادی روستای قزل‌آغاج، واقع در شهرستان ماسالی امروزی رخ داد.
در اواخر ژوئیه و اوایل اوت سال ۱۸۲۶ میلادی، نزدیک به ۴۰۰۰ تن از نیروهای یگان‌های نظامی ارتش روسیه از کرانه رود کورا در سالیان گذر کردند. گروه‌های روسی که روستاهای ناحیه ارکیوان را غارت کرده بودند، مسیر خود را به سمت لنکران تغییر دادند. در ۱۳ اوت ۱۸۲۶ خان از طریق قاصدان از این خبر آگاه شد و ۴ تا ۵ هزار سوار جمع کرد و به سوی مغان حرکت کرد. در مسیر، گروهی ۵۰۰ نفره از اهالی آبادی‌های یددی اویاق و حسین‌حاجی‌لی (طوایف شاهسون که در اوایل دوران خانات تالش از قره‌باغ به طالش کوچ کرده بودند) به گروه میرحسن خان پیوستند. این گروه که پیش‌تر با روس‌ها جنگیده و توانسته بود پرچم سپاه روسیه را به دست بگیرد. این نبرد در حوالی روستای قزل‌آغاج رخ داد. ارتش روسیه که به چهار گروه تقسیم شده بود، دسته دسته پیشروی کردند و با تفنگ شلیک کردند. در حالی که یک گروه مشغول تیراندازی بود، گروه‌های دیگر تفنگ‌هایشان را پر می‌کردند. در نتیجه، ارتش تالش نتوانست هیچ حمله‌ای انجام دهد. میرحسن خان که دید شلیک تفنگ بی‌فایده است، به سواران دستور حمله داد. هر دو طرف به حمله ادامه دادند. سوارکاران تالشی در نبردها پیروز شدند. روس‌ها با دیدن تلفات زیاد، به سوی سالیان عقب‌نشینی کردند. اما میرحسن خان آنها را دنبال کرد و بیشتر نیروهای روس را نابود کرد.

## منبع
1. ↑  "Mirzə Əhməd Xudaverdi oğlu. Əxbarnamə (Talış xanlığının tarixindən)" (به الگو:Ref-az). talish.info. 2010-10-05. Archived from the original on 2017-06-01. Retrieved 2017-06-01.{{cite web}}:  نگهداری یادکرد:زبان ناشناخته (link)
2. ↑  "Mirzə Əhməd Xudaverdi oğlu. Əxbarnamə (Talış xanlığının tarixindən)" (به الگو:Ref-az). talish.org. 2011-10-22. Archived from the original on 2017-06-02. Retrieved 2017-06-02.{{cite web}}:  نگهداری یادکرد:زبان ناشناخته (link)